# قطعنامه ۱۸۰۸ شورای امنیت
قطعنامه ۱۸۰۸ شورای امنیت سازمان ملل متحد که در تاریخ ۱۵ آوریل ۲۰۰۸ تصویب شد، سندی بین‌المللی دربارهٔ بررسی وضعیت در گرجستان است. این قطعنامه طی نشست ام با ۱۵ رای موافق، ۰ مخالف و ۰ ممتنع تصویب شد.